# If Found...
If Found… est un roman visuel développé par Dreamfeel et publié par Annapurna Interactive en mai 2020 pour Microsoft Windows, macOS et iOS et en octobre 2020 pour la Nintendo Switch. Le jeu fait avancer le joueur à travers deux histoires entrelacées en effaçant des entrées de journal ou des images. Une histoire suit un explorateur de l'espace nommé Cassiopeia essayant d'empêcher un trou noir de détruire la Terre, tandis que l'autre suit une jeune femme transgenre nommée Kasio dans un petit village irlandais en décembre 1993 alors qu'elle navigue dans ses relations avec sa famille et ses amis. Les deux histoires alternent des chapitres qui sont métaphoriquement connectés.
Le jeu a été nommé dans la catégorie Games for Impact Award aux The Game Awards 2020 et dans la catégorie « jeu vidéo exceptionnel » aux 32e GLAAD Media Awards.

## Système de jeu
If Found… est un roman visuel, dans lequel le joueur avance à travers les scènes en effaçant des entrées de journal ou des images en utilisant son curseur ou son doigt comme gomme. Même si le joueur, dans certaines scènes, choisit l'ordre d'effacement des éléments et décide de la rapidité d'effacement, le jeu progresse linéairement à travers les scènes sans déviation à l'exception de quelques choix dans un chapitre épilogue. Le récit est divisé en deux histoires entrelacées, avec des chapitres alternés : une histoire de science-fiction impliquant une exploratrice de l'espace nommé Docteur Cassiopeia découvrant un trou noir qui détruira la Terre, et les entrées de journal qui suivent l'histoire de Kasio, une étudiante de Dublin retournant à sa ville natale sur l'île d'Achill, en Irlande, en décembre 1993. Les deux histoires se déroulent sur quatre semaines.

## Accueil
If Found… remporte le prix du meilleur jeu indépendant à thématique LGBT aux Gayming Awards, une cérémonie organisée pour récompenser les œuvres, médias et personnalités pour leur rôle dans la représentation de la communauté LGBTQIA+.